# 表現型の可塑性
表現型の可塑性（ひょうげんがたのかそせい、表現型可塑性）とは、生物個体がその表現型を環境条件に応じて変化させる能力のことである。環境条件により、表現型の発現制御の機構を通じて表現型が全く現れなかったり、現れてもその強度が変化したりする。
この言葉は同じ遺伝子型でも表現型が異なる場合を指し、遺伝子型の違いによって複数の表現型が見られる場合（すなわち、遺伝的多型）は含まない。なお、表現型可塑性によって生じる多型の事をpolyphenismと呼ぶ。表現型可塑性は、形態的にはっきりと区別できる不連続な違いを生み出すこともある（下記の相変異など）が、環境と表現型の間の相関として（この場合、連続的な反応基準という概念で記述できる）現われることもある。もともとは発生生物学の分野で考案された用語だが、現在ではより広く、行動の変化なども含むものとしてより広く使われている。

## 概要
同じ環境変化にさらされたときに示す表現型可塑性の程度には個体差がありうる。したがって、表現型可塑性は、表現型を変えることが適応度を増大させる場合には、自然淘汰によって適応的なものとして進化すると考えられる。一般に、環境が不均一だったり、予測不可能なかたちで変動する場合に、表現型可塑性は進化的に有利になると考えられる。
一方、どの個体も同じ環境に対して同じ反応を示すこともあるだろう。たとえば、体温調節能力を持たない生物では、温度が変化すると必ず、細胞膜にある脂質がより多くの（温度が下がった場合）またはより少ない（温度が上がった場合）二重結合を持つようになる。このように、環境が表現型に直接影響する場合には、表現型可塑性は適応的ではないかもしれない。

## 表現度と浸透度
表現度（expressivity）とは表現型が現れた場合の強さの程度のことである。表現型の可塑性によって、たとえ同じ遺伝子型を保有していても、各個体における発現の度合いは異なる。このように表現度が個体によってさまざまであること（variable expressivity）は、表現型の可塑性の重要な結果のひとつである。
浸透度（penetrance）とは表現型が現れる割合のことである。表現型の可塑性によって、たとえ同じ遺伝子型を保有していても、各個体でその表現型が発現するかどうかは異なる。

## 実例

### 非生物的環境の影響
一般的に、表現型可塑性は移動力のある動物よりも、植物など移動できない生物においてより重要である。なぜなら、動けない生物はその環境に順応できなければ死ぬしかないが、動けるなら不利な環境を離れることができるからである。多くの植物が、水や塩分、栄養等の環境条件に応じて表現型を変化させる能力を持つ。たとえば栄養の乏しい土壌では根により多くの資源を配分し、葉の大きさと厚さを変えることなどがある。根における輸送タンパク質の量も、土壌の栄養と塩分によって変化することが知られている。Mesembryanthemum crystallinumなど、水分や塩分のストレスにさらされると、使う水の少ない光合成経路を使うようになる植物もいる。水草のウキシバは、水位が低くなると斜め上に伸びる「抽水型」として生育するが、水位が高くなると水面に浮きながら匍匐して成長する「浮葉型」として生育する。
動物では、固着性のフジツボの一種Semibalanus balanoidesは、波当たりが強いところでは太い、弱いところでは細いペニスを発達させる能力を持つ。発生過程での温度に影響される可塑性を持つ動物も多い。たとえば、一部の爬虫類や魚類では、発生中の温度によって性が決まる。多くの外温動物では、寒冷な環境ではより大きなサイズまで育つ。昆虫では、羽化する季節によって表現型が変化することがよくある。

### 餌の影響
多くの動物が、餌の量や質によって表現型を変える。グッピーでは、餌の少ない条件で飼育すると、より小さいうちから繁殖を開始するようになる。
餌生物の分布が不均一で、どのような餌を得られるかわからない場合、それに応じて形態を変えるのが適応的になるだろう。エゾサンショウウオの幼生では、餌となるエゾアカガエルの幼生や、同種個体の密度（共食いのため）が高いほど、それらを捕食するのに適した「頭でっかち型」になりやすい。
カブトムシやクワガタなどのオスに見られる角や大顎といった武器形質のサイズは、幼虫期の生育環境の影響を大きく受ける。広い空間で十分な量・質の餌を利用できた個体は、大きく発達した角や大顎を持ち、十分ではない量・質の餌しか利用できなかった個体は、発達が不十分な角・大顎を持つ。

### 捕食者の影響
捕食者から逃れるための形質を持つ生物は多いが、それを作るのにコストがかかるとしたら、捕食者がいるときだけ作ることが有利になる。ミジンコのなかには、捕食者のにおいを感知すると、捕食者から身を守るための突起を発達させるものがいる。エゾアカガエルの幼生は、捕食者としてエゾサンショウウオ幼生がいると膨満型、オオルリボシヤンマのヤゴがいると高尾型と呼ばれる、それぞれの捕食者から逃れるのに適した形態になる。

### 同種個体の影響
同種個体との関係による表現型可塑性を持つ動物もいる。たとえば、性転換を行う動物のなかには、他個体との社会的関係に応じて性転換の時期を調節するものがいる。
同種個体の密度に応じた可塑性も、さまざまな生物に見られる。たとえば、フジツボの一種Semibalanus balanoidesのペニスの長さは、同種個体が近くにいるかどうかに応じて変化する。
アブラムシの一種エンドウヒゲナガアブラムシは、有性生殖と無性生殖、有翅型と無翅型の世代を個体群密度に応じて切り替える能力を持つ。
密度に応じた可塑性の有名な例として、昆虫の相変異がある。これは、同一集団の個体の形が、その個体群密度の違いによって変化するというものである。特にバッタ類の孤独相と移動相の変化が有名だが、カメムシ類やウンカなどに見られる長翅型と短翅型の例（翅多型）も相変異とみなすことがある。

## 性質の利用
園芸において、植木鉢のサイズを抑えて、植物のサイズを抑えるという手法は古くから行われている（顕著な例として盆栽を参照）。
アクアリウムでは、水槽のサイズや餌の量を抑えて魚の成長を抑えるということが、大型魚の飼育などにおいて行われることもある。また、アクアリウムでは多くの水草を完全に沈水した状態で栽培するが、これらの水草の多くは完全な「沈水性」の水草ではなく、オモダカ科や水生シダのように「湿地性 - 抽水性」または睡蓮のように「浮標性」の植物である。アクアリウムで栽培される際は「水中に適した表現型」という形態をとっているのである。これらの水草の栽培を行う際、ファーム（主に水草の業者の）では水上葉で栽培し出荷するケースも多い。これは水上葉の方が容易かつ低コストで栽培可能な上、繁殖のスピードも速いといった理由からである。